# Fähnrich zur See
Fähnrich zur See في البحرية الألمانية للجيش الألماني شخص عسكري أو فرد من أفراد القوات المسلحة. وفقا لفئة الراتب وهو ما يعادل Portepeeunteroffizier برتبة Bootsmann (البحرية) وفيلدفيبل في هير أو لوفتفافه.
- OR-9: أوبرشتابسبوتسمان / أوبرشتابفيلدفيبل
- OR-8: شتابسبوتسمان / شتابسفيلدفيبل
- OR-7: Oberfähnrich zur See and هاوبتبوتسمان / أوبرفينريش وهاوبتفيلدڤيبل
- OR-6A: أوبربوتسمان / أوبرفيلدفيبل
- OR-6b: Fähnrich zur See and بوتسمان / فانريش وفيلدفيبل

| سبقه — | {{{العنوان}}} | تبعه — |

| من عند <br /> 1956      |                                    |                                 |                                                                     |                                      |                                 |                                                                            | البحرية الألمانية                        | البحرية الألمانية                | البحرية الألمانية     | البحرية الألمانية |  |
| ----------------------- | ---------------------------------- | ------------------------------- | ------------------------------------------------------------------- | ------------------------------------ | ------------------------------- | -------------------------------------------------------------------------- | ---------------------------------------- | -------------------------------- | --------------------- | ----------------- |  |
|                         |                                    |                                 |                                                                     |                                      |                                 |                                                                            |                                          |                                  |                       |                   |  |
|                         |                                    |                                 |                                                                     |                                      |                                 |                                                                            |                                          |                                  |                       |                   |  |
| Distinction             | أوبرفينريش (Senior cadet sergeant) | '''Fähnrich''' (Cadet sergeant) | فاننيونكر (Officer cadet senior grade) (Officer cadet senior grade) | Oberfähnrich (Senior aviation cadet) | '''Fähnrich''' (Aviation cadet) | فهننجونكر (Officer cadet senior grade) <br /> (Officer cadet senior grade) | Oberfähnrich zur See (Senior midshipman) | '''فانريك زور سي''' (Midshipman) | سيكاديت (Naval cadet) |                   |  |
| رتب الناتو              | (OR-7)                             | (OR-6)                          | (OR-5)                                                              | (OR-7)                               | (OR-6)                          | (OR-5)                                                                     | (OR-7)                                   | (OR-6)                           | (OR-5)                | (OR-5)            |  |
|                         |                                    |                                 |                                                                     |                                      |                                 |                                                                            |                                          |                                  |                       |                   |  |
| حلف الناتو              | رقيب كاديت                         | رقيب كاديت                      | رقيب كاديت                                                          |                                      |                                 |                                                                            | ضابط بحري                                | ضابط بحري                        | ضابط بحري             |                   |  |
| القوات الجوية الأمريكية |                                    |                                 |                                                                     | ضابط الطيران auch ضابط صف            | ضابط الطيران auch ضابط صف       | ضابط الطيران auch ضابط صف                                                  |                                          |                                  |                       |                   |  |
| سلاح الجو الملكي        |                                    |                                 |                                                                     | ضابط طيار بالوكالة                   | ضابط طيار بالوكالة              | ضابط طيار بالوكالة                                                         |                                          |                                  |                       |                   |  |

## أي ما يعادل في بلدان أخرى
- وصلة=|حدود  فنلندا → Merikadetti
- وصلة=|حدود  ألمانيا → فانيريتش تسور سي
- وصلة=|حدود  فرنسا → الطموح دي البحرية
- وصلة=|حدود  هولندا → Luitenant ter zee der 3e klasse
- وصلة=|حدود  بولندا → Chorąży marynarki
- وصلة=|حدود  روسيا → Kursant لا ينبغي الخلط بينه وبين ميشمان
- وصلة=|حدود  المملكة المتحدة → ضابط صف بحري
- وصلة=|حدود  الولايات المتحدة → ضابط صف بحري